# Peter Ludes
Peter Ludes (* 27. Juni 1950 in Trier) ist ein deutscher Kommunikationswissenschaftler.
1971 begann er an der Universität Trier das Studium der Soziologie, Politikwissenschaften und Philosophie. 1973 ging er mit einem Fulbright-Stipendium an die Brandeis University, wo er 1975 einen Master-Abschluss in Soziologie erhielt. Anschließend kehrte er nach Trier zurück, wo er 1978 zum Dr. Phil. (magna cum laude) promoviert wurde. 1981/82 lehrte er an der Memorial University of Newfoundland. 1983 erhielt er von Brandeis einen Ph.D. in Soziologie. 1987 habilitierte er sich an der Bergischen Universität Wuppertal. Von 1994 bis 1996 lehrte er an der Universität Mannheim.
Im Rahmen des Sonderforschungsbereichs Bildschirmmedien an der Universität Siegen gründete er 1997 nach dem Vorbild von www.projectcensored.org die Initiative Nachrichtenaufklärung.
Seit 2002 ist er Professor an der Jacobs University Bremen.
Ein Schwerpunkt seiner Forschung sind Schlüsselbilder.

## Veröffentlichungen (Auswahl)
- Der Begriff der klassenlosen Gesellschaft bei Marx. Campus, Frankfurt / New York 1979, ISBN 3-593-32462-8.
- DDR-Fernsehen intern. Spiess, Berlin 1990, ISBN 3-89166-126-6.
- Einführung in die Medienwissenschaft. 2., überarb. Auflage. Erich Schmidt, Berlin 2003, ISBN 3-503-06178-9.
- Elemente internationaler Medienwissenschaften. VS Verlag für Sozialwissenschaften, Wiesbaden 2011.